# Kiczera Wysoka
Kiczera Wysoka – zalesiony szczyt o wysokości 575 m n.p.m. na obszarze Pogórza Przemyskiego. Przechodzi przezeń niebieski szlak turystyczny Rzeszów – Grybów.